# Chang Dsu Yao
 (juillet 2013).
 (juillet 2013).
Le contenu est difficilement compréhensible vu les erreurs de traduction, qui sont peut-être dues à l'utilisation d'un logiciel de traduction automatique.
Chang Dsu Yao, ou Zhang Zuyao (chinois traditionnel : 张祖堯 ; pinyin : zhāng zǔyáo ; Wade : Chang Tsu-Yao), est un maître d'arts martiaux chinois né le 14 juin 1918 à Peixan et mort le 7 février 1992 à Taipei. Il enseigne notamment le meihuaquan, un style de kung-fu, ainsi que le tai-chi-chuan.
Son second prénom (字) est Zhang Chengxun (张成勳, zhāng chéngxūn, Wade : Chang Ch'eng Hsün).

## Biographie
Chang Dsu Yao est né en 1918 dans le village Chaijicun (柴集村), dans la région administrative de Zhuzhaixiang (朱寨乡), située dans le district de Peixian.
À six ans, il commence à pratiquer le meihuaquan (en) en tant que disciple du professeur d'arts martiaux Liu Baojun.
En 1938, il entre dans le Junxiao diliu fenxiao (军校第六分校), une branche de l’Académie Wampoa, en Kuei Lin. Il y fait la connaissance de différents maîtres qui lui enseignent le bajiquan, le xingyi quan, le baguazhang, le liangyiquan et le shuaijiao. Il rencontre alors Chang Dongsheng et Zhang Qingpo.
Après l'obtention de son diplôme, il participe à la Seconde Guerre sino-japonaise et à la guerre civile chinoise.
En 1949, il se réfugie à Taïwan, où il travaille pour l’armée et la police. Il se lie d'amitié avec Zheng Manqing et Liu Yunqiao, deux maîtres d'arts martiaux renommés.
Dans un article écrit pour le Wutan magazine, dirigé par Liu Yunqiao, il décrit sa propre conception et sa manière de transmettre les arts martiaux :

« Toute ma vie j'ai aimé les arts martiaux chinois et je voulais réveiller chez tous mes compatriotes un intérêt particulier d'un important développement de l'esprit national, pour encourager dans ce but les activités d'arts martiaux chinois, la promotion de la culture traditionnelle chinoise ; je voudrais passer ma vie à étudier la pratique de Meihuaquan et avec l'aide du magazine Wutan, je vais présenter un rapport de cette passion commune, afin de la faire connaître partout dans le monde, ainsi que dans de futures publications. »

— Chang Dsu Yao, Xi Wu Xinde
Retraité de l’armée en 1975, il s'installe à Bologne, en Italie, où il ouvre une école d’arts martiaux. En 1977, il part à Milan. Grâce au travail des premiers étudiants de cette ville, il entre dans la Fédération italienne des sports de karaté (FE.S.I.KA), où il dirige la section kung-fu. Les années suivantes, grâce à la renommée de son école, le maître Chang peut fonder sa propre association, la Feik, affiliée à KFROC, ainsi que le CKWPA. Aujourd'hui, en Italie, l'école spécialisée dans les arts martiaux chinois enseignés par Chang Dsu Yao est connue sous le nom de Kung Fu Chang ou École Chang.
Il meurt à Taipei le 7 février 1992.